# Prix T.S. Eliot
Le prix T.S. Eliot est un prix littéraire de poésie décerné au Royaume-Uni depuis 1993. Il est doté d'une somme variant de cinq à dix mille livres sterling offerte par la veuve du poète T.S. Eliot, Valerie Eliot (en) (jusqu'à son décès en 2012). Depuis 2016, il est décerné par la fondation T.S. Eliot.

## Liste des lauréats
- 2021 - Joelle Taylor (en), C+nto & Othered Poems[1]
- 2020 - Bhanu Kapil, How to Wash a Heart[2]
- 2019 - Roger Robinson (en), A Portable Paradise
- 2018 - Hannah Sullivan (en), Three Poems[3]
- 2017 - Ocean Vuong, Night Sky with Exit Wounds[4]
- 2016 - Jacob Polley (en), Jackself[5]
- 2015 - Sarah Howe (en), Loop of Jade
- 2014 - David Harsent (en), Fire Songs[6]
- 2013 - Sinéad Morrissey (en), Parallax: And Selected Poems
- 2012 - Sharon Olds, Stag's Leap
- 2011 - John Burnside, Black Cat Bone
- 2010 - Derek Walcott, White Egrets
- 2009 - Philip Gross (en), The Water Table
- 2008 - Jen Hadfield (en), Nigh-No-Place
- 2007 - Sean O'Brien, The Drowned Book
- 2006 - Seamus Heaney, District and Circle
- 2005 - Carol Ann Duffy, Rapture
- 2004 - George Szirtes (en), Reel
- 2003 - Don Paterson (en), Landing Light
- 2002 - Alice Oswald (en), Dart
- 2001 - Anne Carson, The Beauty of the Husband
- 2000 - Michael Longley (en), The Weather in Japan
- 1999 - Hugo Williams, Billy's Rain
- 1998 - Ted Hughes, Birthday Letters
- 1997 - Don Paterson (en), God's Gift to Women
- 1996 - Les Murray, Subhuman Redneck Poems (« poèmes d'un sous-homme bouseux »)
- 1995 - Mark Doty (en), My Alexandria
- 1994 - Paul Muldoon, The Annals of Chile
- 1993 - Ciaran Carson, First Language: Poems